# 마이크 비비

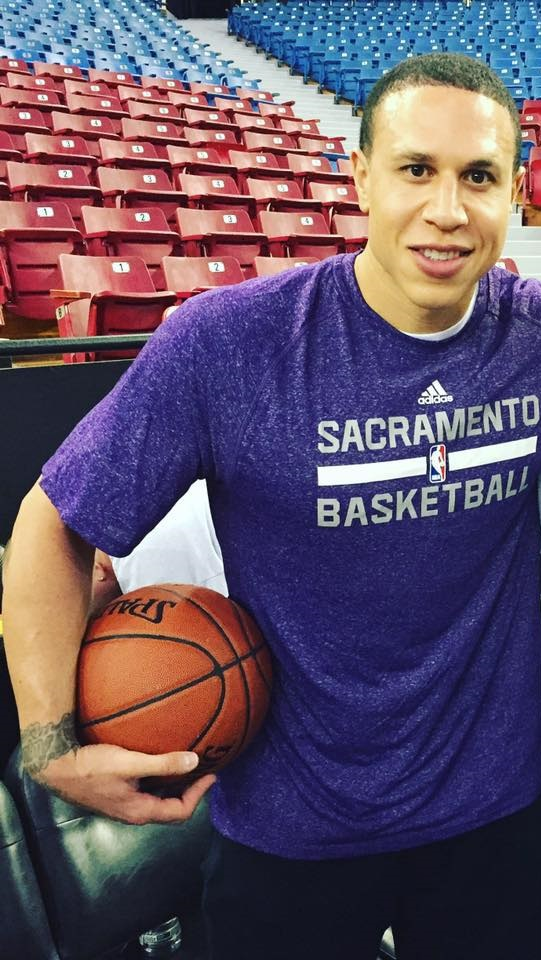

마이크 비비(Mike Bibby, 본명: 마이클 비비, Michael Bibby, 1978년 5월 13일 ~ )는 미국의 전직 프로 농구 선수이다. 그는 NBA(전미 농구 협회)에서 14시즌 동안 프로 선수로 활약했다. 마지막으로 애리조나주 피닉스에 있는 힐크레스트 프렙 아카데미의 수석 코치로 재직했다. 비비는 애리조나 와일드캣츠에서 대학 농구를 했으며, 1997년 NCAA 챔피언십에서 우승했다. 1998년 NBA 드래프트에서 밴쿠버 그리즐리스에 의해 전체 2순위로 드래프트되었다.
그리즐리스에서의 첫 시즌에 NBA 올 루키 퍼스트 팀에 지명되었다. 또한 새크라멘토 킹스, 애틀랜타 호크스, 워싱턴 위저즈, 마이애미 히트, 뉴욕 닉스에서 뛰었다.

## NBA 경력
- 밴쿠버 그리즐리스 (1998-2001)
- 새크라멘토 킹스 (2001-2008)
- 애틀랜타 호크스 (2008-2011)
- 워싱턴 위저즈(2011)
- 마이애미 히트(2011)
- 뉴욕 닉스(2011~2012)